# سرخس درع المستنقع
سرخس درع المستنقع ،(Cyclosorus Interruptus)، هو نوع نباتي ينمو في المناطق الاستوائية وشبه الاستوائية وفي أجزاء كثيرة من العالم.

## البيئة والانتشار
موطنه الأصلي المناطق الإستوائية، وفي مناطق أخرى من المكسيك إلى الأرجنتين، وفي جزر الأنتيل، ويتواجد في الهند والصين وماليزيا وسريلانكا، وجنوب إفريقيا، وفي أستراليا ونيوزيلندا وهاواي وجزر أخرى في المحيط الهادئ.
موطنه هو المناطق القريبة من مستنقعات المياه العذبة وقد يصل ارتفاعه إلى متر واحد.

## التاريخ
ظهر هذا النبات لأول مرة في الأدبيات العلمية تحت اسم Pterisrupta عام 1794، والذي نشره عالم التصنيف الألماني كارل لودفيج ويلدينو . في عام 1810.

## الاستخدام

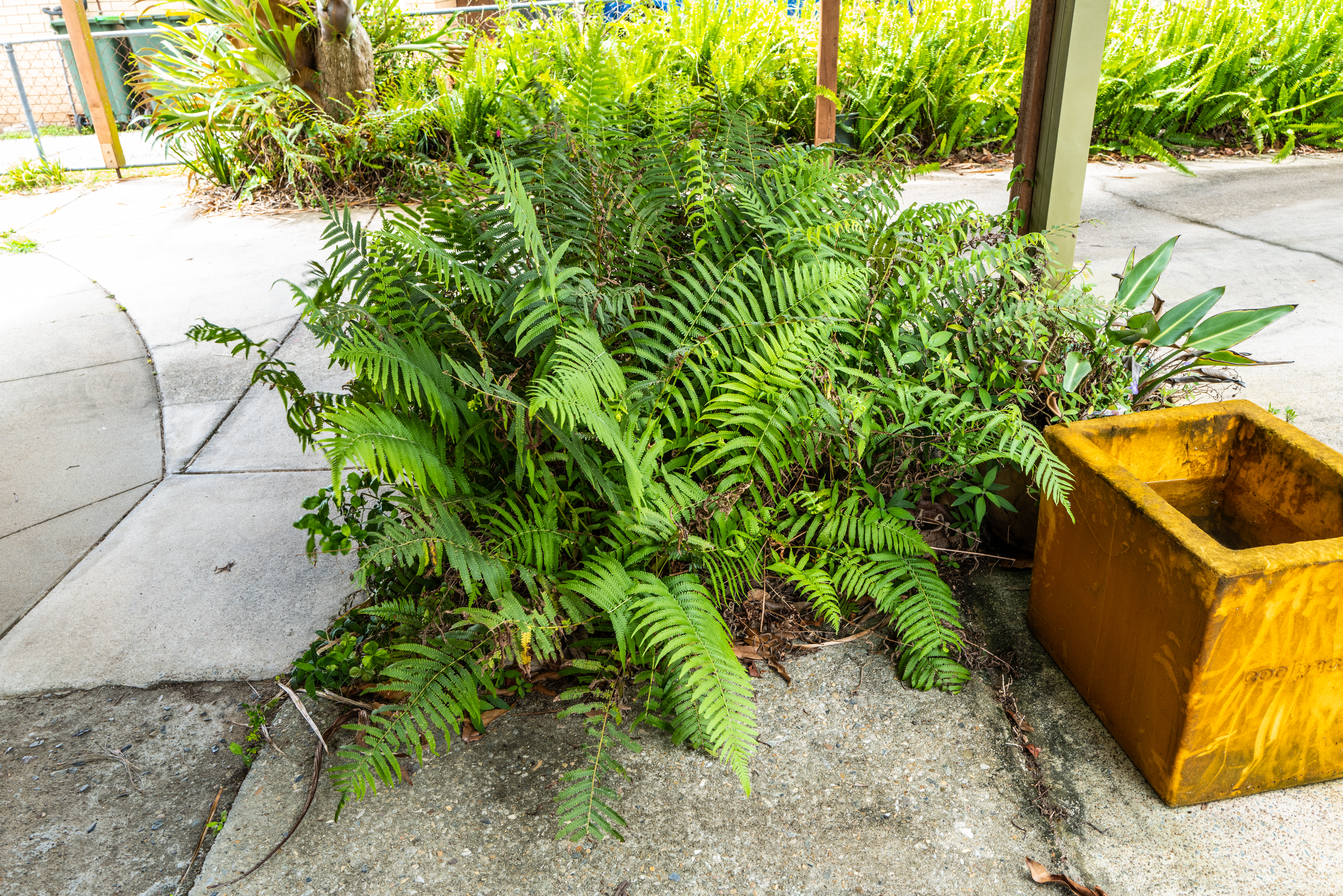
نبات سرخس درع المستنقع

نباتًا مفيدًا للمناظر الطبيعية إذا ظل رطبًا وفي الحدائق، يستخدم في طب الأعشاب للقروح وأمراض الكبد السيلان والسعال والملاريا.